# Planul misterios
Planul misterios (1977) (titlu original The Dark Design) este un roman science fiction, al treilea din seria Lumea Fluviului scrisă de Philip José Farmer. Titlul derivă din versurile poemului lui Sir Richard Burton, The Kasîdah of Hâjî Abdû El-Yezdî:
And still the Weaver plies his loom, whose warp and woof is wretched Man 
 Weaving th' unpattern'd dark design, so dark we doubt it owns a plan.
(Și totuși Țesătoru-i la al său război; urzeala, bătătura sa e-un mizerabil om 
 Țesând planul misterios făr' de model, atât de-ntunecat că pare-a n-avea plan.)

## Acțiunea romanului
Inițial, cartea a fost concepută pentru a încheia saga Lumii Fluviului, dar manuscrisul a ajuns aproape la 1.000 de pagini, așa încât Farmer a decis să îl separe în două volume, acesta și Labirintul magic.  Spre deosebire de cărțile precedente, care se concentrau pe un set de personaje, Planul misterios cuprinde trei narațiuni întrepătrunse.
Prima este aceea a lui Sir Richard Burton și a prietenilor săi, care se reunesc pentru a călători spre capătul fluviului. În acele vremuri, la multe decade după readucerea la viață a omenirii, rezervele de hrană încep să nu mai fie asigurate de creatorii Lumii Fluviului, iar tehnologia involuează. Astfel, "micile învieri" încetează, iar oamenii care mor nu mai sunt readuși la viață. Navigând în amontele fluviului, grupul află de la oameni aparținând Egiptului Antic despre precedenta încercare de a ajunge la gurile fluviului. La misiune, lansată de faraonul Imhotep, participase și uriașul căruia Mark Twain îi spunea Joe Miller, despre care egiptenii credeau că este încarnarea zeului Thot. Astfel, se aflase că la capătul râului se află o cascadă, lângă care misiunea descoperise un pasaj către marea polară și turnul aflat acolo. În afară de aflarea acestor lucruri, grupul condus de Burton găsește un mod de a depista agenții celor care construiseră Lumea Fluviului, cu ajutorul omului de neanderthalul Kaz. Astfel, doi dintre cei care îi însoțeau, Monat și Frigate sunt demascați ca fiind agenți.
A doua narațiune îl urmărește pe adevăratul Peter Jairus Frigate, care nu știe că un agent străin i-a furat identitatea. El se îmbarcă la bordul unui vas condus de doi dintre eroii copilăriei sale, Jack London și Tom Mix, care sunt însoțiți de sufitul Nur ed Din și de războinicul african Umslopogas. Aflând că ei călătoresc urmând îndemnul unui străin care le-a dat indicații cum să ajungă la capătul fluviului, Frigate îi ajută să construiască un balon.
Zburând cu acesta în amonte, ei se ciocnesc cu un vehicul zburător, a cărui poveste constituie a treia narațiune prezentă în roman. Acest vehicul, condus de inginerul Milton Firebrass, îi poartă către pol, printre alții, pe Cyrano de Bergerac și pe pilotul australian de dirijabile Jill Gulbirra, o feministă a cărei contribuție în misiune se dovedește crucială. Grupul ajunge la turnul de la pol, unde o parte dintre membrii săi sunt omorâți în urma sabotajului lui Barry Thorne. Doar un om, Piscator, reușește să intre în turn (fără a mai reveni), în timp ce restul sunt nevoiți să se întoarcă în valea fluviului. Ajunși înapoi în Parolando, îl ajută pe Samuel Clemens să conducă o revoltă împotriva regelui Ioan Fără-de-Țară, care îi atacase acestuia noul vas, Mark Twain.

## Vezi și
- 1977 în științifico-fantastic